# Orquesta Sinfónica Nacional de la RAI

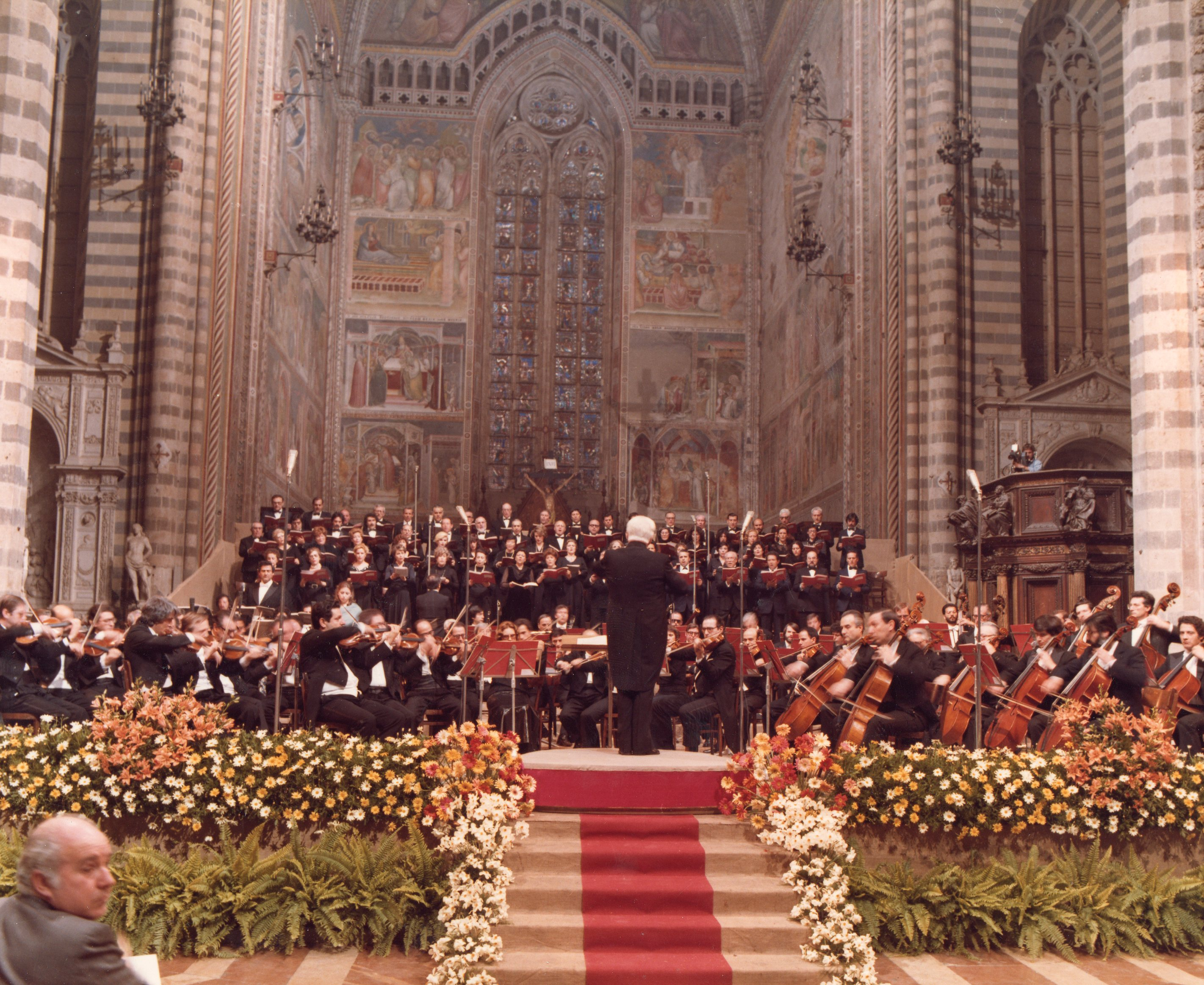
Orchesta sinfonica de la Rai

La Orquesta Sinfónica Nacional de la Rai es una orquesta sinfónica italiana vinculada a la Rai, nacida en 1993 de la fusión de las cuatro orquestas anteriores de la Rai: la Orquesta Sinfónica  de la RAI de Turín, la Orquesta Sinfónica de la RAI de Roma, la Orquesta Sinfónica de la RAI de Milán y la Orquesta de Cámara "Alessandro Scarlatti" de la RAI de Nápoles.
La orquesta tiene su sede en Turín, en el Auditorio de la Rai en la Piazza Rossaro, 1. El director emérito a partir de 2021 es Fabio Luisi; el principal director invitado es Robert Treviño; el superintendente es Pasquale D'Alessandro y el director artístico es Ernesto Schiavi.

## Historia
La Orquesta Sinfónica de la EIAR nació en 1931 en el Teatro de Turín. Posteriormente se añadieron las orquestas de Roma, Milán y Nápoles. Las orquestas de la Rai fueron dirigidas por los directores más importantes, incluidos Vittorio Gui, Wilhelm Furtwängler, Herbert von Karajan, Antonio Guarnieri, Igor Stravinskij, Leopold Stokowski, Sergiu Celibidache, Carlo Maria Giulini, Vito Tommaso, Lorin Maazel, Thomas Schippers, Zubin Mehta y Wolfgang Sawallisch.
En 1993 las cuatro orquestas se reunieron en Turín por la necesidad de ahorrar dinero. La nueva orquesta sinfónica de la RAI fue apadrinada por Georges Prêtre y Giuseppe Sinopoli. Desde entonces, muchos de los mejores instrumentistas de las últimas generaciones se han sumado a la formación original. Jeffrey Tate fue director invitado principal de 1998 a 2003 y director honorario hasta julio de 2011. De 2002 a 2007, Rafael Frühbeck de Burgos fue el director titular. En el trienio 2003-2006 Gianandrea Noseda fue Primer Director Invitado. De 1996 a 2002 Eliahu Inbal fue el director honorario de la Orquesta. De 2016 a 2022 el titular fue James Conlon.
Otras apariciones importantes en el podio de la Rai fueron las de Carlo Maria Giulini, Wolfgang Sawallisch, Chung Myung-whun, Riccardo Chailly, Lorin Maazel, Zubin Mehta, Mstislav Rostropovič, Yuri Ahronovich, Marek Janowski, Semyon Bychkov, Dmitrij Kitaenko, Aleksandr Lazarev, Valery Gergiev, Gerd Albrecht, Yutaka Sado, Mikko Franck, James Conlon, Kirill Petrenko y Roberto Abbado.
La Orquesta realiza temporadas regulares de conciertos en Turín, a menudo acompañando ciclos de primavera o especiales: entre ellos, el muy afortunado dedicado a las sinfonías de Beethoven dirigido por Rafael Frühbeck de Burgos en junio de 2004; igualmente feliz fue el ciclo dedicado a los cinco conciertos para piano y orquesta de Beethoven en la primavera de 2009 y a las sinfonías completas de Schubert interpretadas por Alexander Lonquich, solista y director.
Desde febrero de 2004 se celebra en Turín el ciclo Rai NuovaMusica: una temporada dedicada a la producción contemporánea que presenta estrenos mundiales en conciertos sinfónicos y de cámara, muchos de los cuales son obras compuestas por encargo o para Italia. El director principal de la orquesta fue Juraj Valčuha desde noviembre de 2009 hasta el otoño de 2016, cuando se otorgó el mismo puesto a James Conlon, quien también ha sido director invitado de la misma desde 2009.
La OSN Rai también toca muy a menudo en conciertos sinfónicos y de cámara en las principales ciudades y en los festivales más importantes de Italia. Es frecuente en MITO SettembreMusica, en la Bienal de Venecia y en las Stresa International Music Weeks. Sus compromisos en el extranjero también son numerosos y prestigiosos: entre ellos las giras por Japón, Alemania, Reino Unido, Irlanda, Francia, España, Canarias, Sudamérica, Suiza, Austria, Grecia, y la invitación para tocar el 26 de agosto de 2006 en el Concierto de clausura del Festival de Salzburgo.
Con su director titular Juraj Valčuha, fue invitada a tocar en los Emiratos Árabes Unidos como parte de los Clásicos de Abu Dhabi los días 3 y 4 de marzo de 2011 y realizó una gira por Alemania, Austria y Eslovaquia en noviembre, marcando su debut en el Musikverein de Viena y el regreso a la Filarmónica de Berlín. Debutó con dos conciertos en el Festival RadiRO de Bucarest, a donde regresó en 2013 para dos conciertos más en el Festival Enescu. La Orquesta también interpreta y organiza numerosas agrupaciones de cámara de formaciones variables, que desarrollan una intensa actividad concertística.
La OSN Rai también participó en eventos particularmente significativos, como la Unión Europea celebrada en Turín, el homenaje por el jubileo sacerdotal de Juan Pablo II en la Plaza de San Pedro en Roma, el Concierto de Solidaridad en Turín para la reconstrucción de la capilla Guarini, los conciertos de della Repubblica (en muchas ediciones desde entonces) y la Nochevieja de 2000 en la plaza del Quirinale, todos eventos retransmitidos en directo por televisión. Otra cita tradicional es el concierto de Navidad de Asís en la basílica superior de San Francesco.
Los días 3 y 4 de junio de 2012, la Orquesta protagonizó la película-ópera Cenerentola, retransmitida en directo por la Rai 1 y en todo el mundo desde Turín, dirigida por Gianluigi Gelmetti y puesta en escena por Carlo Verdone. Los días 4 y 5 de septiembre de 2010, la Orquesta participó en la película-ópera Rigoletto, nuevamente transmitida en vivo por Rai 1 y a todo el mundo desde Mantua, dirigida por Zubin Mehta y dirigida por Marco Bellocchio. Asimismo, había aparecido en el evento televisado de 2000 Traviata à Paris, nuevamente dirigido por Zubin Mehta. Esta producción de la Rai ganó el premio Emmy de 2001 al mejor espectáculo musical del año y el Prix Italia al mejor programa de televisión en la categoría de entretenimiento.
El 27 de enero de 2001, la Orquesta inauguró oficialmente las celebraciones del centenario de la muerte de Giuseppe Verdi en directo por el canal de televisión Rai 3, interpretando la Misa de Réquiem en la Catedral de Parma bajo la dirección de Valery Gergiev. Todos los conciertos de la Orquesta Sinfónica Nacional de la Rai se retransmiten por Rai 3; muchos conciertos se graban para su transmisión en Rai 3 y Rai 5. La Orquesta desarrolla una rica actividad discográfica, especialmente en el campo contemporáneo y a menudo a partir de sus conciertos en vivo.

## Directores principales
- Eliahu Inbal (1996 - 2002) director honorario
- Jeffrey Tate (1998 - 2011) principal director invitado hasta 2001, luego director honorario
- Rafael Fruhbeck de Burgos (2002 - 2007)
- Gianandrea Noseda (2003 - 2006) principal director invitado
- Juraj Valchuha (2009 - 2015)
- James Conlon (2016 - 2020)[3][2]

- Datos: Q613475
- Multimedia: Orchestra Sinfonica Nazionale della Rai / Q613475

1. 1 2 3  «Rai Cultura - Il portale di Rai dedicato alla cultura». Rai Cultura (en italiano). Consultado el 23 de noviembre de 2022.
2. 1 2  Cooper, Michael (9 de junio de 2015). «Orchestra in Turin, Italy, Names James Conlon as Principal Conductor». ArtsBeat (en inglés). Consultado el 23 de noviembre de 2022.
3. 1 2  «James Conlon takes Turin conductorship». Gramophone (en inglés). Consultado el 23 de noviembre de 2022.